# Condado de Charleston
El condado de Charleston (en inglés: Charleston County, South Carolina), fundado en 1769, es uno de los 46 condados del estado estadounidense de Carolina del Sur. Según el censo de 2010, la población era de 350.209 habitantes, con una densidad poblacional de 382.3 personas por milla cuadrada. La sede del condado es Charleston.

## Geografía
Según la Oficina del Censo, el condado tiene un área total de 3517 km² (1357,9 mi²), de la cual 2380 km² (918,9 mi²) es tierra y 1140 km² (440,2 mi²) es agua.

### Condados adyacentes
- Condado de Berkeley norte
- Condado de Georgetown noreste
- Condado de Colleton oeste
- Condado de Dorchester noroeste

## Demografía
En el 2000 la renta per cápita promedia del condado era de $37 810, y el ingreso promedio para una familia era de $47 139. El ingreso per cápita para el condado era de $21 393. En 2000 los hombres tenían un ingreso per cápita de $32 681 contra $25 530 para las mujeres. Alrededor del 16.40% de la población estaba bajo el umbral de pobreza nacional.
En el censo de 2000, la población de la comarca fue clasificada como el 86% urbana.

## Lugares

### Ciudades y pueblos
- Awendaw
- Charleston
- Folly Beach
- Goose Creek
- Hollywood
- Isle of Palms
- James Island
- Kiawah Island
- Ladson
- Lincolnville
- McClellanville
- Meggett
- Mount Pleasant
- North Charleston
- Ravenel
- Rockville
- Seabrook Island
- Sullivan's Island
- Summerville
- Wadmalaw Island